# عبد الرحمن بن عبيد الله السقاف
عبد الرحمن بن عبيد الله السقاف (1300 - 1375 هـ) فقيه وشاعر ومؤرخ ومصلح اجتماعي من شيوخ العلم والأدب. يعد من أعلام النهضة الإسلامية في اليمن وواحدًا من رواد الشعر والفكر فيها. جلس للتدريس، ونبغ في الفقه، فكان مرجعًا فيه، ودرسه وأفتى به، حتى أصبح مفتي حضرموت وقاضيها. كان ذا نفوذ قوي في الشؤون العامة في تلك البلاد، وصلة قوية بحكام أقاليمها، وإسهام بارز في السعي لتوحيد أجزائها واستقلالها، ورفع الاحتلال البريطاني عنها. له إسهامات علمية ومؤلفات فكرية وتاريخية وأدبية، من أبرزها كتاب «العود الهندي عن أمالي في ديوان الكندي» وهو مجالس أدبية في ديوان أبي الطيب المتنبي.

## نسبه
عبد الرحمن بن عبيد الله بن محسن بن علوي بن سقاف بن محمد بن عمر بن طه بن عمر بن طه بن عمر الصافي بن عبد الرحمن المعلم بن محمد بن علي بن عبد الرحمن السقاف بن محمد مولى الدويلة بن علي بن علوي الغيور بن الفقيه المقدم محمد بن علي بن محمد صاحب مرباط بن علي خالع قسم بن علوي بن محمد بن علوي بن عبيد الله بن أحمد المهاجر بن عيسى بن محمد النقيب بن علي العريضي بن جعفر الصادق بن محمد الباقر بن علي زين العابدين بن الحسين السبط بن الإمام علي بن أبي طالب، والإمام علي زوج فاطمة بنت محمد ﷺ.
فهو الحفيد 34 لرسول الله محمد ﷺ في سلسلة نسبه.

## مولده ونشأته
كان مولده في السابع والعشرين من شهر رجب سنة 1300 هـ في المحل المسمى «علم بدر» بمدينة سيئون إحدى مدن محافظة حضرموت اليمنية، ونشأ نشأة صالحة في كنف أسرته، ولقد كانت الاستعدادات الفطرية والمواهب الذاتية لديه كبيرة جدا، فقد كان قوي الذاكرة سريع الاستحضار والبديهة، يغوص في العلم ومسائله حتى يستخرج اللآلئ والدرر، حتى أنه قال: «كنت أيام شبابي أحيانا أضع يدي على الصفحة اليسرى خوفا أن تقع عيني عليها ويسبق حفظي لها». وكانت دراسته الأولى وفق الطريقة المتبعة في تلك البلاد من حيث الاتجاه للدراسات الدينية، وبلاده في عهده عُرفت بنوع من المحافظة والميل إلى ما يشبه الانقطاع أو الانعزال للعبادة والتجرد الروحي، ويظهر أنه تأثر في أول مراحل حياته الدراسية بمن تلقى عليهم العلم واستفاد منهم بدرجة أحلّته منزلة رفيعة بينهم، حتى بلغ أعلى منصب ديني، حيث عُرف بـ«مفتي حضرموت».

## شيوخه
له جمع كبير من الشيوخ أخذ عنهم واستجاز منهم في حضرموت والحجاز وإندونيسيا، من أبرزهم:
- والده عبيد الله بن محسن السقاف
- عيدروس بن عمر الحبشي
- عبد القادر بن عبد الله باحميد
- محمد بن محمد باكثير
- عوض بن محمد بافضل
- علوي بن عبد الرحمن السقاف
- أبو بكر بن عبد الرحمن بن شهاب الدين
- عبد الله بن أبي بكر الخطيب
- علي بن محمد الحبشي
- محمد بن سالم السري
- أحمد بن سالم ابن الشيخ أبي بكر بن سالم
- علي بن سالم ابن الشيخ أبي بكر بن سالم
- أحمد بن محسن الهدار
- عبد الله بن محسن العطاس
- أبو بكر بن محمد السقاف
- علوي بن شيخ السقاف

## تلاميذه
هناك كثيرون وكثيرون جدًا، نذكر منهم:

## من مواقفه
قال عنه الشيخ حمد الجاسر: «ففضلًا عما لأسرته في حضرموت من المكانة وعلو المنزلة في نفوس أهل تلك البلاد، بلغ مرتبة من العلم أهلته بينهم لأن يحل أرفع المقامات، فعُرف بعالم حضرموت ومفتي الديار الحضرمية وكان ذا نفوذ قوي في الشؤون العامة في تلك البلاد، وصلة قوية بحكام أقاليمها، وإسهام بارز في السعي لتوحيد أجزائها واستقلالها، ورفع كابوس الاحتلال البريطاني الذي كان جاثما عليها. كما كان قوي الصلة بإمام اليمن يحيى حميد الدين، بحيث كان يرجع إليه في معالجة بعض القضايا العامة المتعلقة بالخلافات التي تقع بين حكام البلاد، كما يتضح من إشارات وردت في بعض كتبه».
ولقد كانت له مواقف رجولية وبطولية مع ملك السعودية الملك عبد العزيز آل سعود كان فيها المتحدث الناصح والخبير بالشؤون السياسية وأمور الإصلاح، فمما دار بينهما في مجلس عقد في موسم حج عام 1352 هـ، ما حكاه ابن عبيد الله بنفسه حيث يقول: "ولما اجتمعت أنا بابن السعود في ذلك العام، بدأني بالحديث عن قضية الصلح بينه وبين إمام اليمن، فكان موافقًا لما تحدث به إلي ابن الوزير سواء بسواء، وقال لي الملك عبد العزيز: "إنني لما أبرقت إلى ولدي فيصل بالجلاء عن الحديدة أجابني بأن الانتحار أهون عليه من ذلك، فأجبته: بأن انتحارك لا يقلل من عدد أبنائي وقد نيفوا على الأربعين، ثم هو هين علي في سبيل حقن دماء المسلمين".

## مؤلفاته
صنف ابن عبيد الله مصنفات تشهد له بالبراعة والبلاغة في مختلف العلوم الفقهية والحديثية والأدبية والنقدية والتاريخية، منها:
- «صوب الركام في شؤون القضاء والأحكام»
- حاشية على «فتح الجواد بشرح الإرشاد»
- حاشية على «منهاج الطالبين» للإمام النووي
- حاشية على «تحفة المحتاج بشرح المنهاج»
- «بلابل التغريد فيما أفدناه في أيام التجريد»
- حاشية على «الشمائل النبوية» للإمام الترمذي
- «بضائع التابوت في نتف من تاريخ حضرموت»
- «إدام القوت في ذكر بلدان حضرموت»
- «العود الهندي عن أمالي في ديوان الكندي»
- «ديوان ابن عبيد الله»
- «الإماميات»
- «معارضة البردة»
- «الرحلة الدوعنية»
- «النجم المضي في نقد عبقرية الشريف الرضي» ويسمى «مفتاح الثقافة»
- «النقد العلمي الذوقي في الجواب عن أبيات شوقي»
- «النجم الدري في الرد على السيد سالم الجفري»
- «نسيم حاجر في تأكيد قولي عن مذهب المهاجر»
- «السيف الحاد القاطع لأعناق الإلحاد»

## محاضراته وخطبه
كان ابن عبيد الله خطيبًا بارعًا ومفوهًا، ومع ماله من المؤلفات إلا أنه يُذكر أنه في الخطابة أعظم منه في الكتابة. وله مجموعة من الخطب الجُمَعية أو في مناسبات أخرى قيل إنها جمعت في مجلد، ونذكر هنا بعض محاضراته:
- محاضرة تحقيق الفرق بين العامل بعلمه وغيره وما يتصل بذلك من حد الولاية وحكم الإلهام
- كلمة عن العدالة والمساواة
- كلمة حول تحديد الملكية

## وفاته
توفي صباح الأربعاء في السادس والعشرين من شهر جمادى الآخرة سنة 1375 هـ بمدينته سيئون وقد أقيمت بعد وفاته مجالس العزاء في حضرموت وإندونيسيا وكينيا وغيرها من بلدان العالم الإسلامي وقد رُثِيَ بقصائد شعرية كثيرة.

### استشهادات
1. ↑  المرعشلي، يوسف عبد الرحمن (1427 هـ). نثر الجواهر والدرر في علماء القرن الرابع عشر (PDF). بيروت، لبنان: دار المعرفة. ص. 672. مؤرشف من الأصل (PDF) في 2018-06-12. {{استشهاد بكتاب}}: تحقق من التاريخ في: |تاريخ= (مساعدة)
2. ↑  الزركلي، خير الدين (2002). الأعلام. بيروت، لبنان: دار العلم للملايين. ج. الجزء الثالث. ص. 315. مؤرشف من الأصل في 2019-06-02.
3. ↑  الجبوري، كامل سلمان (2003). معجم الشعراء: من العصر الجاهلي حتى سنة ٢٠٠٢ م. بيروت، لبنان: دار الكتب العلمية. ج. الجزء الثالث. ص. 118. مؤرشف من الأصل في 2019-12-10.

## وصلات خارجية
- عبد الرحمن بن عبيد الله السقاف على موقع أرشيف الشارخ.

- بن عبيد الله السقاف في جامعة عدن - صحيفة الأيام.